# Джейсон (художник)
Йон-А́рне Се́терёй (норв. John Arne Sæterøy; 16 мая 1965, Молде) — норвежский автор комиксов, более известный под псевдонимом Дже́йсон (норвежское произношение псевдонима — Я́сон норв. Jason).

## Биография
Дебют Джейсона состоялся на страницах журналах комиксов KonK в 1981 году. В 1989 году он поступил в Норвежскую национальную академию искусств, где изучал графический дизайн и иллюстрацию. В 1991 году получил премию Норвежской ассоциации комиксов за работу Pervo.
В 1995 году Джейсон публикует свой первый графический роман Lomma full av regn (англ. Pocket Full of Rain), за который получил премию Sproing Award. Два года спустя он начинает работу над Mjau Mjau, нерегулярной серией комиксов, которую составляли только его собственные произведения. В 2001 году он вновь получает награду Sproing; на сей раз за комикс Mjau Mjau 10. С 2002 года Джейсон сосредоточился над созданием графических романов.
В разное время жил в Дании, Бельгии, США и Франции. С 2007 года проживает в Монпелье, и его последние графические романы были первоначально опубликованы на французском языке.
Вследствие растущей популярности работы Джейсона были опубликованы за пределами Норвегии: в Дании, Швеции, Финляндии, Германии, Италии, Нидерландах, Польше, Словакии, Испании, Швейцарии, Франции, США и России.

## Художественный стиль
В основном работы Джейсона выполнены в минималистской манере, вдохновленной стилем «ровная линия» (фр. ligne claire) бельгийского художника комиксов Эрже. В качестве героев выступают антропоморфные животные, а также монстры из фильмов категории B. Комментарии от лица рассказчика используются редко.
Комиксы Джейсона часто содержат культурные отсылки. Например, Tell Me Something вдохновлен фильмами Бастера Китона, монстр Франкенштейна и связанные с ним персонажи присутствуют в You Can't Get There From Here, а главными героями The Left Bank Gang являются  писатели Эрнест Хемингуэй, Скотт Фицджеральд, Эзра Паунд и Джеймс Джойс.

## Награды
- 1995: Sproing Award за Lomma full av regn [8]
- 2000: Sproing Award за Mjau Mjau 10: Si meg en ting
- 2000: Urhunden Prize в номинации «Лучший переведенный графический роман» за Vänta lite...
- 2002: Inkpot Award [9]
- 2002: Harvey Award, Best New Talent за Hey, Wait...[10]
- 2005: Премия Браги
- 2007: Eisner Award, Best U.S. Edition of International Material за The Left Bank Gang [11]
- 2008: Eisner Award, Best U.S. Edition of International Material за I Killed Adolf Hitler [12]